# Gordon West
Gordon West (Barnsley, 24 aprile 1943 – Liverpool, 10 giugno 2012) è stato un calciatore inglese, di ruolo portiere.

## Biografia
È scomparso nel 2012 all'età di 69 anni a seguito di una lunga malattia.

## Carriera

### Club
Con la maglia dell'Everton vinse il campionato inglese nel 1963 e nel 1970 e la FA Cup nel 1966.

### Nazionale
Ha partecipato agli Europei del 1968.

## Palmarès

### Club

#### Competizioni nazionali
- Campionato inglese: 2

Everton: 1962-1963, 1969-1970
- Coppa d'Inghilterra: 1

Everton: 1965-1966
- Community Shield: 2

Everton: 1963, 1970